# Mohammed Dwedar
Mohammed Yahya Suleiman Dwedar (arabisch محمد يحيى سليمان دويدار; * 9. Januar 2001 in Jericho) ist ein palästinensischer Leichtathlet, der sich auf den Mittelstreckenlauf spezialisiert hat.

## Sportliche Laufbahn
Erste internationale Erfahrungen sammelte Mohammed Dwedar im Jahr 2023, als er bei den Panarabischen Spielen in Algier in 1:56,95 min den neunten Platz im 800-Meter-Lauf belegte. Im Juli schied er bei den Asienmeisterschaften in Bangkok mit 1:56,06 min im Vorlauf aus und kam dann im August bei den World University Games in Chengdu mit 1:56,91 min ebenfalls nicht über die Vorrunde hinaus. Dank einer Wildcard startete er kurz darauf bei den Weltmeisterschaften in Budapest und schied dort mit 1:55,45 min in der ersten Runde aus. Anfang Oktober verpasste er bei den Asienspielen in Hangzhou mit 1:55,31 min den Finaleinzug. Im Jahr darauf belegte er bei den Westasienmeisterschaften in Basra in 1:52,43 min den neunten Platz über 800 Meter und gelangte mit 4:01,46 min auf Rang acht im 1500-Meter-Lauf. Dank einer Wildcard nahm er im August an den Olympischen Sommerspielen in Paris teil und schied dort mit 1:54,83 min in der Hoffnungsrunde über 800 Meter aus. 2025 verpasste er bei den Asienmeisterschaften in Gumi mit 1:53,21 min den Finaleinzug.
2022 wurde Dwedar palästinensischer Meister im 800-Meter-Lauf.

## Persönliche Bestleistungen
- 800 Meter: 1:52,43 min, 30. Mai 2024 in Basra
- 1500 Meter: 4:01,46 min, 1. Juni 2024 in Basra